# Terrell McIntyre
Lance Terrell McIntyre (18 de octubre de 1977, Carolina del Norte, Estados Unidos) es un exjugador profesional de baloncesto, cuyo último equipo fue el Canadian Solar Bolonia.

## Biografía
Hizo los cuatro años en la universidad de Clemson y esperó al Draft de 1999 para presentarse, en este draft no fue escogido y se quedó fuera con otros jugadores, como Chris Andersen o Raja Bell, fue ahí cuando dio el salto a Europa.
Fichó por el conjunto francés el BCM Gravelines, en el que estuvo en sus filas durante apenas un año, en el que promedió unos increíbles números de 18.9 puntos por partido y buenos porcentajes de tiro.Se marchó a otro equipo europeo, esta vez recaló en un equipo alemán, en el que repitió una gran temporada tanto en puntos como en asistencias.
Retornó a su país natal, después de un corto periodo jugando en Europa.Acabó marchándose al equipo de la D-League (la liga de desarrollo de la NBA), el Fayetteville Patriots, para tratar de dar el salto a la mejor liga del mundo.Estuvo en este equipo durante dos años, en el que fue de más a menos.
Después de su periplo por la liga de desarrollo, se fue a la Italia para jugar con varios equipos como el Basket Club Ferrara, Pallacanestro Reggiana o UPEA Capo d'Orlando, para acabar llegando a un equipo de élite, el Montepaschi Siena.En este club ha logrado sus mayores éxitos tanto individuales como colectivos, ha conseguido tres Legas, tres Supercopas, un MVP de la Supercopa, un MVP de la Lega y consiguió consagrarse como el mejor base europeo al ser nombrado consecutivamente dos años en el Mejor Quinteto de la Euroliga, en las temporadas 2007-2008 y 2008-2009. Se ha rumoreado mucho su salida de Siena, se rumoreó que iba a recalar en el Regal Barça a cambio del base esloveno Jaka Lakovič, pero al final la operación no se llevó a cabo.
El 1 de julio de 2010 Terrell McIntyre ficha por el Unicaja de Málaga por dos temporadas.
Tras comenzar la temporada 2011-12 en el Canadian Bolonia, el 24 de noviembre de 2011 anunció su retirada por problemas físicos.

## Palmarés
- 4 Ligas Italianas (2007, 2008, 2009, 2010).
- 1 Copa de Italia (2009).
- 3 Supercopas de Italia (2007, 2008, 2009).
- 2 veces en el Mejor Quinteto de la Euroliga (2008, 2009).
- MVP de la Lega Basket Serie A (2007, 2009).
- MVP de las Finales de la Lega Basket Serie A (2008, 2009, 2010).
- MVP de la Final de la Supercopa Italiana (2008).